# 马利斯·拉曼
马利斯·拉曼（1942年6月9日—2018年7月28日）是印度尼西亚政治家和学者，曾任西苏门答腊省省长（2009年至2010年）、西苏门答腊省副省长（2005年至2009年）以及安达拉斯大学校长。

## 早年
拉曼于1942年6月9日出生在德科克堡，是家中幼子。他的父亲是位马车夫，母亲则是家庭主妇。他在武吉丁宜完成了小学、初中和高中教育，随后进安达拉斯大学深造。大学期间，他积极参与学生会，并加入了Kami和印尼伊斯兰学生协会。之后，他又前往万隆理工学院学习，并在1970年获得生物学学士学位。毕业后，他在安达拉斯大学生物系工作，并在1970年代成为系秘书。1977年，他出任Semen Padang高中校长。
1978年，拉曼成为安达拉斯大学自然科学学院院长，并任职至1983年。随后，他又前往俄亥俄大学深造並取得植物學硕士学位，後又於1989年获得植物学博士学位。他回到安达拉斯大学后，于1990年至1994年继续任职院长职务，后于1997年升任大学校长。

## 政治生涯
拉曼以嘎马旺·福齐竞选搭档的身份参加了2005年西苏门答腊省省长，并在5人的角逐战中以41.54%得票率当选，后于2005年8月15日宣誓就职。
2009年10月23日，福齐因被任命为内政部长而辞去省长职务，拉曼因此代理省长职务。同年12月7日，由于主会场在9月的地震中受损未修复，所以福齐在省议会停车场主持拉曼就职仪式。
2010年，拉曼参与省长选举竞选连任，但在5名候选人中得票率第二，败给伊尔万·帕拉伊特诺。

## 晚年
2018年7月28日，拉曼在巴东家中逝世。政府原打算为他举行国葬，将遗体运至省长办公室，但在其家人要求下，国葬取消，遗体埋葬在巴东附近的公墓。